# 軍毅
軍毅（ぐんき）は、古代日本の軍団を統率した官職で、大毅、少毅、毅の総称である。1軍団に軍毅が複数いるときには1名の長官を大毅、1名か2名の次官を少毅といった。軍毅が1人しかいない軍団ではその1名を毅といった。郡司と同じく地元の有力者から任命され、国司の指揮下にあった。外官の武官である。

## 用語
軍団について規定する養老律令軍防令に軍毅という総称はなく、その前の大宝律令にもなかったとされる。史料上の初見は天平4年（732年）の越前国郡稲帳である。養老3年（719年）頃まで軍毅のことは大少毅（まれに大小毅）と呼んでいた。この年の軍制改革で小型の軍団が出現し、大毅でも少毅でもない毅という官職ができたことが、軍毅という言葉が生まれた理由ではないかという。

## 成立と廃止
軍団の成立以前には、民政も担当する評（郡の前身）が兵士の徴発、編成をつかさどっており、評督など評の役人が軍を率いていたと考えられている。歴史学者が想定するこの評制軍と比べたときの軍団の特徴は、民政担当の組織と軍事担当の組織を分離したことである。それゆえ、軍毅は軍団と同時に生まれたが、戸籍にもとづき国家が民衆から徴兵する制度、すなわち兵士制（軍団兵士制）の成立よりは下る。軍団の成立を直接記した史料はないが、学説には、持統天皇3年（689年）施行の飛鳥浄御原令によるという説と、大宝元年（701年）の大宝令によるという説がある。
軍団は8世紀、9世紀を通じて縮小の傾向があり、軍毅も軍団とともに減員・廃止となった。曲折を経て延暦11年（792年）に陸奥、出羽、佐渡と大宰府管内諸国（つまり九州）を除いて廃止になった。天長3年（826年）11月3日に大宰府管内の兵士も全廃になった。陸奥・出羽・佐渡の軍団の正式な廃止は知られないが、長元7年（1034年）12月15日にはまだ陸奥国に軍団が存在していた。

## 序列
軍毅が複数いる軍団では、1人が大毅として軍団の長となり、残りは少毅として補佐する。毅は軍毅が1人だけの軍団におかれるので、必ず軍団の長であり、大毅・少毅との上下はない。
軍団内の序列で軍毅のすぐ下にあったのは、事務官の主帳である。主帳は軍毅に含まれなかったが、稀に主帳まで含めて軍毅と呼ぶことがあった。部隊指揮官としては校尉が軍毅のすぐ下にあった。軍毅は最下級とはいえ官人であったが、主帳・校尉以下は庶民と同じで、任用と待遇が根本的に異なっていた。
平時に軍団の指揮権を持つのは国司で、軍毅は国司の部下として勤務した。戦時に複数の軍団を指揮するのは将軍か大将軍で、その下僚に副将軍・軍監・軍曹があった。これらはみな中央で任命され、軍毅より上の地位にあった。

## 定員
養老律令の軍防令にある定員は、軍団兵士1000人、大毅1人、少毅2人。それより前の大宝元年（701年）の大宝律令でも同じで、はじめは全軍団がこの数であったと推定される、
養老3年（719年）に兵士と軍毅の数が削減されると、1000人なら大毅1人、少毅2人、600人以上の軍団では大毅1人、少毅1人、500人以下なら毅1人とする3段階の定員規定が定められた。3段階の定員は令の本文にはなく、注釈である『令集解』職員令79軍団条にあり、養老3年の減員に対応するとの直接証拠はないが、状況からそのように推定されている。
西海道諸国のためには500人の軍団に軍毅2人を認める例外規定が置かれた。まず宝亀11年（780年）11月23日に肥前国の兵士500人の軍団に軍毅2人を置くことが認められた。続いて弘仁4年（813年）8月9日に西海道6か国（筑前・筑後・豊前・豊後・肥前・肥前）諸国の軍団定数が一律に1団500人になり、12月29日に人数はそのままで大少毅各1人を置くことが決められた。続いて弘仁6年（815年）8月13日に、500人の軍団を持つ日向国にも軍毅1人の増員が認められた。薩摩国については不明である。
実際の任用においてもこうした定員規定は厳守されたが、権官を置いて増やすことはできた。

## 任務
養老軍防令の第一条には、「軍団大毅は一千人を領し、少毅は副領す。校尉は二百人・・・」とある。「領」は統率することで、つまり軍団の指揮である。序列では少毅と校尉の間にある主帳はここに見えない。主帳のような事務官と異なり、建前として軍毅が軍事指揮官であったことは間違いない。
実際の史料に見える軍毅の任務は、国司の下僚として多岐にわたる。防人や俘囚を部領使として引率するのは軍事警察的任務だが、書簡・文書の送達のような武官でなくてもできることにも使われている。
兵役の指定を誰が行うかについて律令に規定はなく、軍毅とする説と郡司とする説がある。軍毅説の根拠としては、天平勝宝7歳（755年）の造講堂院所解に、勤務者の一人が軍団の申請で退いたと記す箇所がある。これを軍団がその人を徴兵したことを意味すると解し、軍毅の任務として徴兵事務があったとする。対して、徴兵事務を郡以下の民政機構と独立して行うには、軍毅の数は少なすぎるというのが、郡司説の理由である。兵士歴名簿に貧富の等級を記入したことも、民政機構が関わったことを示すという。
不思議なことに、軍毅の従軍・戦功を記した史料は見当たらない。軍防令に勲位者を大毅少毅に任ずるとあり、無官の勲位者を軍団に集めようとする政策も打ち出されているにもかかわらず、勲位を帯びた軍毅の例がない。名が知られている軍毅の数はさして多くはないが、郡司に戦功を賞されたり勲位を帯びる者が珍しくないのに比べると、理解しがたいところである。それもあって軍毅は軍事指揮官ではないと説く学者もいる。

## 採用と昇進
軍毅も郡司も地元の有力者から選ばれたという点で同じである。しかし、郡司が軍毅を兼ねることはなく、郡司の近親者がその郡を管轄する軍団の軍毅になることは禁止された。
官位相当はなく、部内（国内）の散位、勲位、庶人（無位の人）の武芸で知られたものを任命すると定められた。はじめは無位の軍毅も見られたが、後には任用されると少初位下に叙されるように改まった。
養老律令では、任命後の軍毅に対しては、毎年国司が考第（勤務考査）を行い、8または10の考がたまると昇進の機会を得た。慶雲3年（706年）以前は不明だが、同年に8考と定められ、天平宝字元年（757年）に10考、天平宝字8年（764年）にまた8考になった。1考は1年の考第を表すが、長期の休みなどである年が考査対象から外されれば、考を得ず、昇進機会も先送りとなる。考第には上・中・下・下下までの4段階の評価があり、下下が付けばその年で解任となった。下下なしに規定の数の考がたまれば昇進のための集計が行われた。上と下を相殺して中にならす操作をした後、下が残らなければ位階が1階上がった。上が半数以上であれば2階上がった。こうした制度は郡司と同じで、中央の官人が6年1度であるのに比べると昇進機会が少ない。軍毅より下の主帳以下には考第がなく、したがって定期昇進の機会もなかった。

## 待遇
軍毅は徭役を免除された。はじめは課役を負担したようだが、神亀3年（726年）か4年（727年）に免除された。はじめ職田を持たなかったが、大同4年（809年）から支給されることになった。
これに対し、郡領（郡司のうち大領と少領）は大宝令制定時から徭役・課役ともに免除され、職田を給付されていた。その他細かな点で郡領のほうが軍毅より微妙に良い待遇を受けていたが、ともに国司の属僚として働いた。